# Idmonarachne brasieri
Idmonarachne brasieri (лат.) — вид вымерших паукообразных, единственный в составе рода Idmonarachne из отряда Uraraneida. Ископаемые остатки обнаружены в отложениях каменноугольного периода (305 млн лет назад), Монсо-ле-Мин, Франция.

## Описание
Длина тела составляет около 1 см. Имеется головогрудь с 8 ногами, педипальпами и хелицерами и широкое брюшко. Прядильный аппарат отсутствует. Карапакс длиной 4,7 мм, длина педипальп 3,8 мм, длина тазиков ног 1,5 мм. Опистосома субовальной формы (длина 5,7 мм, ширина 4,3 мм), поделена на минимум 7 тергитов, каждый из которых состоит из медиальной и латеральной пластинок.

## Систематика
Предварительно отнесён к вымершему отряду †Uraraneida Selden & Shear, 2008 из клады Serikodiastida Garwood and Dunlop 2014 в составе подкласса Tetrapulmonata Schultz 1990.
Впервые Idmonarachne brasieri был описан по отпечаткам в 2016 году британским арахнологом Расселом Гарвудом (Russell J. Garwood; School of Earth, Atmospheric and Environmental Sciences, University of Manchester, Манчестер, Великобритания) вместе с коллегами из Германии и США. Родовое название Idmonarachne происходит от имени героя древнегреческой мифологии Идмона (сына бога Аполлона и отца ткачихи Арахны). Видовой эпитет I. brasieri дан в честь погибшего в автокатастрофе оксфордского биолога Мартина Брэзира.